# 凤城街道 (龙岩市)
凤城街道，原为凤城镇，是中华人民共和国福建省龙岩市永定区下辖的一个乡镇级行政单位。位于龙岩市永定区境中部，系区政府驻地。有革命烈士纪念碑、孔庙、南门古井、北门古井、凤山公园等名胜。

## 行政区划
凤城街道下辖以下地区：
龙角社区、仙峰社区、大洲社区、东兴社区、东坊社区、西北社区、南郊社区、书院社区、下坑社区、金凤社区、长化社区、大园社区和龙凤社区。